# Tiphaine Samoyault
Tiphaine Samoyault (giugno 1968) è una scrittrice francese.
Specialista di letteratura contemporanea, è docente all'université Paris VIII, romanziera e traduttrice, tra l'altro, della nuova edizione francese dell'Ulisse di James Joyce. 
Consigliera editoriale delle Éditions du Seuil, collabora anche a France culture e a La Quinzaine littéraire.

## Opere

### Saggi e studi
- Le monde des pictogrammes, Parigi, Circonflexes 1995 ISBN 2-87833-167-2 ISBN 2-87833-250-4
- W, ou, Le souvenir d'enfance de Perec: étude de l'oeuvre, Hachette, 1997 ISBN 2-01-167405-0
- Excès du roman, Maurice Nadeau, 1999 ISBN 2-86231-152-9
- Prefazione a Gustave Flaubert, Bouvard et Pecuchet - Dictionnaire des idées reçues, Flammarion, 1999 ISBN 2-08-071063-X
- L'intertextualité: Mémoire de la littérature, Nathan, 2001 ISBN 2-09-191125-9
- Litterature et mémoire du present, Pleins feux, 2001 ISBN 2-912567-81-5
- La Montre cassée, Lagrasse, Verdier, 2004 ISBN 2-86432-414-8
- Le chant des sirènes: De Homère à H.G. Wells, J'ai lu, Collana «Librio», 2004 ISBN 2-290-34266-1

### Romanzi
- La Cour des adieux, Maurice Nadeau, 1999 ISBN 2-86231-153-7
- Météorologie du rêve, Parigi, Seuil, 2000 ISBN 2-02-039574-6
- Les Indulgences, Parigi, Seuil, 2003 ISBN 2-02-055628-6

### Traduzioni
- David Shulman, Charles Malamoud, Ta'ayush: Journal d'un combat pour la paix, Israël Palestine 2002-2005, Parigi, Seuil, 2006 ISBN 2-02-083083-3